# Karl Ernst von Dobschütz
Karl Ernst von Dobschütz (* 29. Juni 1753 auf Gut Sillmenau, Fürstentum Breslau; † 4. Juli 1806 in Prag, Böhmen) war zunächst mehrfacher Gutsbesitzer in Niederschlesien, später Hopfen- und Getreidehändler in Gitschin (Böhmen). Er wurde 1806 wegen Falschmünzerei als Staatsverbrecher vor den Toren der Stadt Prag gehängt.

## Familie

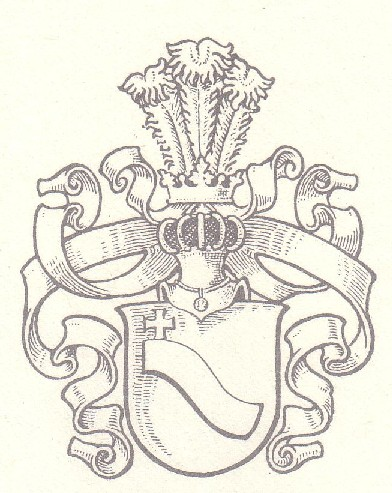
Das Wappen der Familie von Dobschütz

Dobschütz entstammte dem schlesischen Adelsgeschlecht Dobschütz. Er war der jüngste Sohn des Gutsbesitzers Friedrich Sigismund von Dobschütz, Herr auf Gut Sillmenau, und der Marie Barbara von Pritzelwitz.
Er heiratete um 1780 Johanna Christina von Schwedler († 2. Januar 1824), von der er sich um 1801 scheiden ließ. Sie heiratete in zweiter Ehe am 16. November 1802 auf Gut Groß-Weigelsdorf im Herzogtum Oels den „französischen Sprachmeister“ Christian Thidemann.
Sein direkter Ahnherr ist Adam von Dobschütz (1558–1624), Landeshauptmann des Fürstentums Breslau, der sechs Generationen und 200 Jahre zuvor im Jahr 1580 das Gut Sillmenau durch seine Heirat mit Hedwig von Bank zum Familiensitz gemacht hatte.

## Leben
Als Bräutigam war Dobschütz wohl eine gute „Partie“. Er besaß das väterliche Gut Sillmenau, später auch Cammelwitz bei Breslau und ab 1783 Cracowahne bei Trebnitz. Aus unbekanntem Grund verkaufte er 1785 zuerst sein Erbe Sillmenau für 32.000 Reichstaler an den Breslauer Landrat von Riedel, im Jahr 1788 Cracowahne und 1789 Cammelwitz. Während dieser wenigen Jahre hatte das junge Ehepaar seine ersten drei Kleinkinder durch Kindstod verloren. Nach dem Verkauf seiner drei Güter scheint Dobschütz in Breslau einen Neuanfang als Händler versucht zu haben. Hier verlor er im Juni 1801 sein viertes und letztes Kind.
Er ließ sich nach 20-jähriger Ehe scheiden und verließ während des Scheidungsprozesses als vermögender Mann seine schlesische Heimat. Bald betrieb er in Gitschin (Böhmen) einen ansehnlichen Getreide- und Hopfenhandel. Im Jahr 1805 wurde er wegen Falschmünzerei angeklagt, am 1. Juli 1806 das Todesurteil verkündet und nur drei Tage später, am 4. Juli 1806, wurde Dobschütz im Alter von 53 Jahren als Staatsverbrecher vor den Toren Prags gehängt.

Prager Oberpostamts-Zeitung, Nr. 80 vom 4. Juli 1806

Hierzu berichtet die „Kaiserl. auch K.K. priv. prager Oberpostamtszeitung Nro.80“ von Freitag, dem 4. Juli 1806: „Der Dienstags den 1ten Juli zum Tode verurtheilte Staatsverbrecher, Karl Döbschitz, ward heute Früh um 6 Uhr unter großem militairischen Exekutionscommando von Kavallerie und Infanterie in Gegenwart unzähliger tausend Zuseher aus dem neustädter Rathause nach dem Civilrichtplatze vor das Neuthor auf einem Wagen geführt, und daselbst mit dem Strange am Galgenpfahl hingerichtet. Er wurde in den letzten dreyen Kerker- und Lebenstagen von dem würdigen Pastor der deutschevangelischen Kirchengemeinde, Herrn Michael Gottlieb Seihm, zum Tode disponirt, und auch von ihm in Gesellschaft des böhmischhelvetischen Herrn Pastors bis zur Richtstätte fahrend begleitet.“
Auch die Vorgeschichte, die zur Verurteilung und Vollstreckung des Todesurteils führte, beschreibt die Zeitung: „In dieser Stadt (Gitschin in Böhmen) machte er mit dem Mahler Johann Georg Schillinger Bekanntschaft, und beschloß mitten in seinem besten Wohlstande, blos aus Sucht nach einem größeren Reichthume, dann aus Begierde nach einem bequemern und sorgloseren Leben, Bankozettel (Banknoten, Geldscheine) zu verfertigen.“ [...] „Nach gänzlicher Vollendung ihrer sehr planmäßig und listig vorgenommenen Arbeiten gaben sie dann im Anfange des Jahres 1805 auf einer eigends unternommenen Reise in Reichenberg und in Nimburg für eingekaufte Tuch- und Schnittwaaren von ihren mitgeführten unächten Fabrikaten einen Betrag von 32,170 fl. (Floren) aus, wurden aber bald verrathen, angehalten, und selbst auch ihre übrigen, in ihrer neugewählten Wohnung zu Großmeßeritsch in der Erde vergrabenen unächten Bankozettel von dem hierortigen Landeskriminal-Gerichte mittelst des thätigsten Beistandes der hohen Landesregierung in Mähren zu Stande gebracht.“
Die Angeklagten wurden sofort nach Prag überführt, dort in den Kerker geworfen und am 29. Juli 1805 wegen Falschmünzerei und damit wegen Verstoßes gegen § 92 und § 94 zum Tode und zum Ersatz des finanziellen Schadens verurteilt. Der mitangeklagte Maler Johann Georg Schillinger verstarb am 3. August 1805 noch vor der höchstrichterlichen Urteilsbestätigung, weshalb letztlich nur Dobschütz juristisch belangt werden konnte. Diesem wurde zusätzlich sein Adelsstatus offiziell aberkannt. Ein Gnadengesuch wurde abgelehnt und das Urteil zweier untergeordneter Gerichte schließlich durch die oberste Justizbehörde bestätigt.
Zuletzt zitiert die Prager Oberpostamtszeitung Nro. 80 aus der Urteilsbestätigung: „So wird von dem kriminalobergerichtlichen Urtheile und von der hierüber geschöpften höchsten Entschließung der Magistrat zu seiner Wissenschaft und Kundmachung an den Inquisiten, dann zu sogleicher Vollziehung der Todesstrafe an dem Staatsverbrecher Karl Ernst Döbschitz in Gemäßheit des 450. §. des Gesetzes über Verbrechen verständiget. – Leop. Freyh. v. Sterneg (Leopold Ritter von Sternegg). – Von dem k. auch k.k. Appellationsgerichte (ab 1850 k.k. Oberlandesgericht), Prag den 25ten Juni 1806. Paul Foydl.“
So unrühmlich Dobschütz’ Leben geendet hat, war er sich dennoch über die Schwierigkeiten eines „tugendhaften Lebens“ bewusst und schrieb am 15. März 1789 beim Besuch seines Breslauer Freundes Johann Gottlieb Werner in dessen Stammbuch:

Stammbuch-Eintrag des Karl Ernst von Dobschütz vom 15. März 1789

Die Tugend ist des Lebens werth zu achten,
Und wer sie treibt, erfüllt der Vorsicht weises Ziel,
Ihr Stand ist der, worauf die Klugen trachten,
Und Witz ist ohne sie, ein leeres Schattenspiel,
Kein Lehrer kan der Welt, mit Nachdruck rathen,
Er lehre den zugleich, mit seinen thaten.
Erinnern Sie sich bey lesung
dieser Zeilen eines Freundes
der sich nennt
C. E. v. Dobschütz und Plauen
Breslau, d. 15. Martz 1789